# Яструбків
 Яструбків— село в Україні, у Львівському районі Львівської області. Населення становить 97 осіб. Входить у склад  Щирецької селищної громади.
У податковому реєстрі 1515 року в селі документується 2 лани (близько 50 га) оброблюваної землі.

За даними на 1881 рік мешкало 465 греко-католиків і 118 римо-католиків.

## Населення
За даним всеукраїнського перепису населення 2001 року, в селі мешкало 97 осіб. Мовний склад села був таким:
| Мова       | Число ос. | Відсоток |
| ---------- | --------- | -------- |
| українська | 97        | 100      |